# Hypognatha cambara
Hypognatha cambara är en spindelart som beskrevs av Levi 1996. Hypognatha cambara ingår i släktet Hypognatha och familjen hjulspindlar. Inga underarter finns listade i Catalogue of Life.